# Донецк (аэропорт)
Междунаро́дный аэропо́рт «Доне́цк» и́мени Серге́я Проко́фьева (укр. Міжнародний аеропорт «Донецьк» імені Сергія Прокоф’єва; ИАТА: DOK, ИКАО: UKCC; ДАП) — разрушенный аэропорт на территории Украины. С 2015 года территория аэропорта захвачена контролируемой Россией сепаратистской Донецкой Народной Республикой. В настоящее время под российской оккупацией. 
26 мая 2014 года Государственной авиационной службой Украины работа аэропорта была приостановлена. В ходе боевых действий в июне 2014—январе 2015 года аэропорт был полностью разрушен и стал непригоден для обслуживания воздушных судов.

## История
Аэропорт берёт начало с постановления Сталинского городского совета от 27 июля 1931 года, которым было поручено земотделу и отделу городского хозяйства подыскать территорию для строительства аэродрома гражданской авиации в городе Сталино (наименование Донецка в 1929—1961 гг.). В 1933 году был основан аэропорт «Сталино». В этом же году был организован первый рейс Аэрофлота по маршруту Сталино — Старобельск. Весной 1936 года в аэропорту был организован отряд лёгких самолётов У-2. На этих самолётах выполнялись авиахимические работы на полях, санитарные перевозки, небольшой объём пассажирских и грузо-почтовых перевозок.
23 июня 1941 года Совет народных комиссаров СССР утвердил «Положение о Главном Управлении ГВФ (гражданский воздушный флот) на военное время». Весь личный состав ГВФ был призван в Красную Армию. Лётно-технический состав вошёл в состав 87-го гвардейского отдельного Сталинского полка гражданской авиации. После освобождения Донбасса в 1944 году начал работу по выполнению авиаперевозок пассажиров, грузов и авиахимработ.
С 1947 года на аэродроме базировался 268-й истребительный авиационный Краснознамённый полк ПВО на самолётах Bell P-39 Airacobra (до 1950 года), Як-15 и Як-17 (1950—1951), МиГ-15 (1951—1955), МиГ-17 (1955—1962). Полк входил в состав соединений ПВО и выполнял задачи по противовоздушной обороне Донбасса. 21 мая 1962 года полк расформирован.
В 1952 году в аэропорту была организована эскадрилья тяжёлых самолётов Ли-2.
В январе 1957 года открыл свои двери для пассажиров новый аэровокзал по проекту архитектора В. Соловьёва, пропускной способностью 100 пассажиров/час.
В августе 1956 года на аэродром Сталино была выведена из Группы советских войск в Германии 161-я гвардейская истребительная авиационная Черниговско-Речицкая ордена Ленина Краснознамённая ордена Суворова дивизия ПВО в составе:
- 635-й гвардейский истребительный авиационный полк ПВО на самолётах МиГ-15;
- 664-й гвардейский истребительный авиационный полк ПВО на самолётах МиГ-15;
- 725-й гвардейский истребительный авиационный полк ПВО на самолётах МиГ-15.

В октябре 1956 года дивизия расформирована в составе Киевской армии ПВО.
В 1961 году аэропорт «Сталино» (как и город) переименован в «Донецк».
Бурный этап развития авиапредприятия пришёлся на конец 1960-х — начало 1970-х годов, когда была начата эксплуатация самолётов Ан-24, Ан-10, Ил-18. Экипажи лётного отряда ПАНХ, в совершенстве освоив применение самолётов Ан-2 на авиахимработах в Донецком регионе, ежегодно направлялись в помощь сельскохозяйственным областям Средней Азии, ГДР и другим, где оказывали большую помощь сельскому хозяйству.

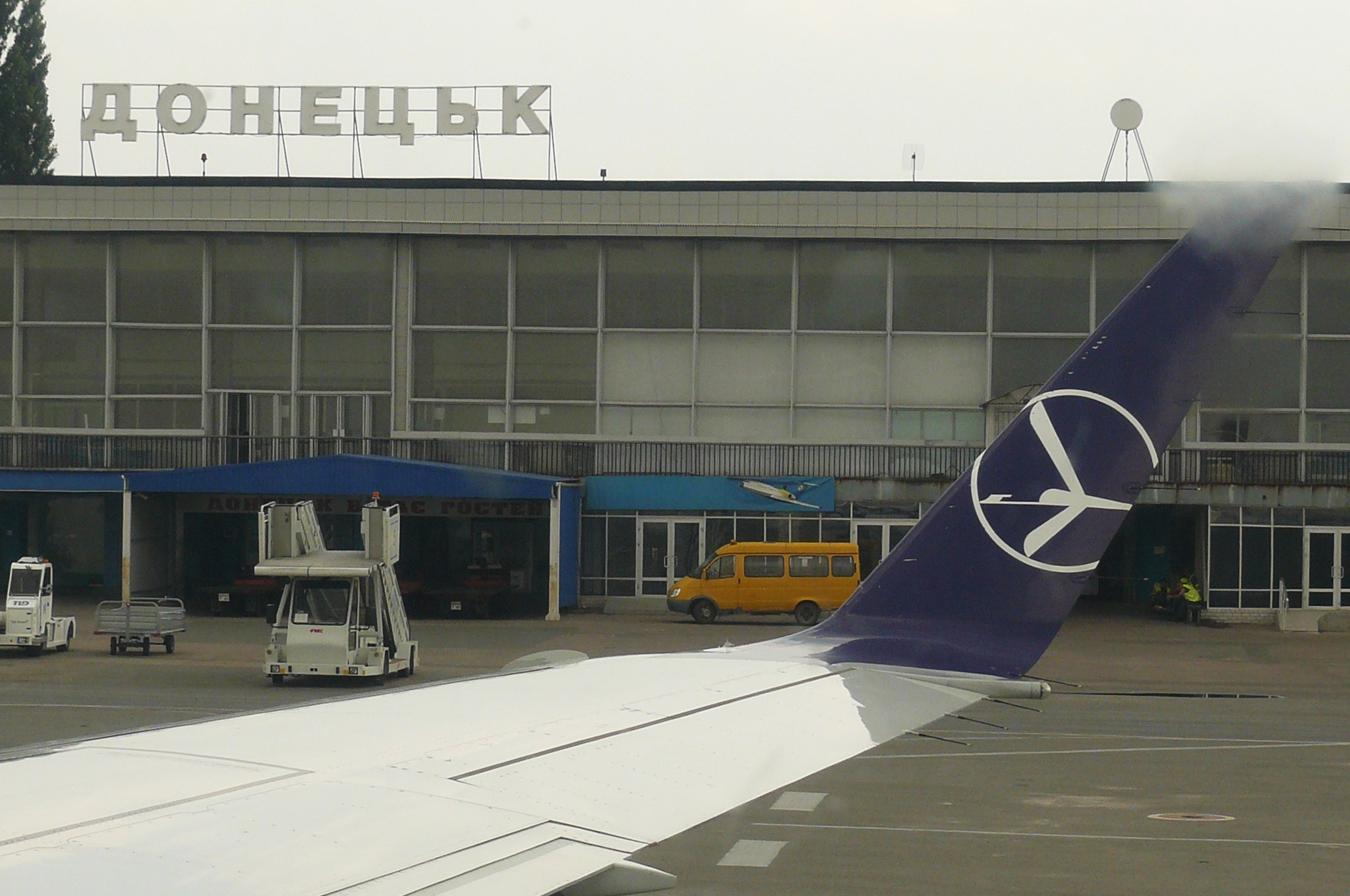
Старое здание аэровокзала

В 1974 году в аэропорту Донецк произведена реконструкция ИВПП, а также радиотехнических средств взлёта и посадки, а в 1975 году было сдано в эксплуатацию новое здание аэровокзала пропускной способностью 700 пассажиров в час (проект архитектора В.3. Спусканюка), что позволило принимать самолёты практически всех существующих в то время типов самолётов и значительно увеличить объёмы пассажирских и грузовых перевозок.
В 1982 году Донецким авиапредприятием начата лётная эксплуатация самолётов 3-го поколения Як-42, которые были успешно освоены лётным и инженерно-техническим составом и с 1983 года первыми в СССР начали выполнять на этом типе самолётов международные авиаперевозки. Богатый опыт эксплуатации самолётов Як-42 лётный и инженерно-технический состав передавал специалистам Львовского, Симферопольского, Днепропетровского авиапредприятий, пилотам Литовской, Узбекской и Туркменской ССР, начинавшим в то время эксплуатацию самолётов 3-го поколения.
В 1988—1989 годах лётный и инженерно-технический состав авиапредприятия принимал активное участие в предоставлении помощи потерпевшим в Спитакском землетрясении, за что особо отличившиеся работники были награждены знаком «Отличник Аэрофлота» и почётными грамотами Министерства гражданской авиации.
11 октября 1991 года Донецкий объединённый авиаотряд переименован в Донецкое авиапредприятие. В 1992 году на базе авиапредприятия силами подготовленного инженерно-технического состава был начат ремонт самолётов Як-42, налетавших 10 000 лётных часов, так как авиазаводы к выполнению такого вида ремонта были не готовы. Ремонт выполнялся как базовым самолётам Як-42, так и принадлежавших другим авиапредприятиям (Вильнюс, Краснодар, Ульяновск).
С 1993 года экипажи авиапредприятия начали интенсивное освоение международных воздушных линий на самолётах Як-42. Выполнялись международные авиаперевозки более чем в 40 стран мира.
25 февраля 1998 года Донецкое авиапредприятие переименовано в Донецкую государственную авиакомпанию «Донбасс — Восточные авиалинии Украины». За высокие производственные показатели, обеспечение безопасности полётов авиакомпания «Донбасс» в 1999 году была награждена грамотой Министерства транспорта Украины. За весомый вклад в развитие гражданской авиации Украины 9-ти работникам авиакомпании присвоено почётное звание «Заслуженный работник транспорта Украины».
В 2002 году авиакомпания заняла первое место в областном конкурсе по обеспечению охраны труда работников авиакомпании.
В 2003 году произведена реорганизация предприятия путём разделения авиакомпании (Донбассаэро) и аэропорта, на базе которого образовано коммунальное предприятие «Международный аэропорт Донецк».
В 2012 году аэропорту было присвоено имя известного советского композитора Сергея Прокофьева.
См. также
- Донбассаэро

## Реконструкция аэропорта в 2011—2012 годах

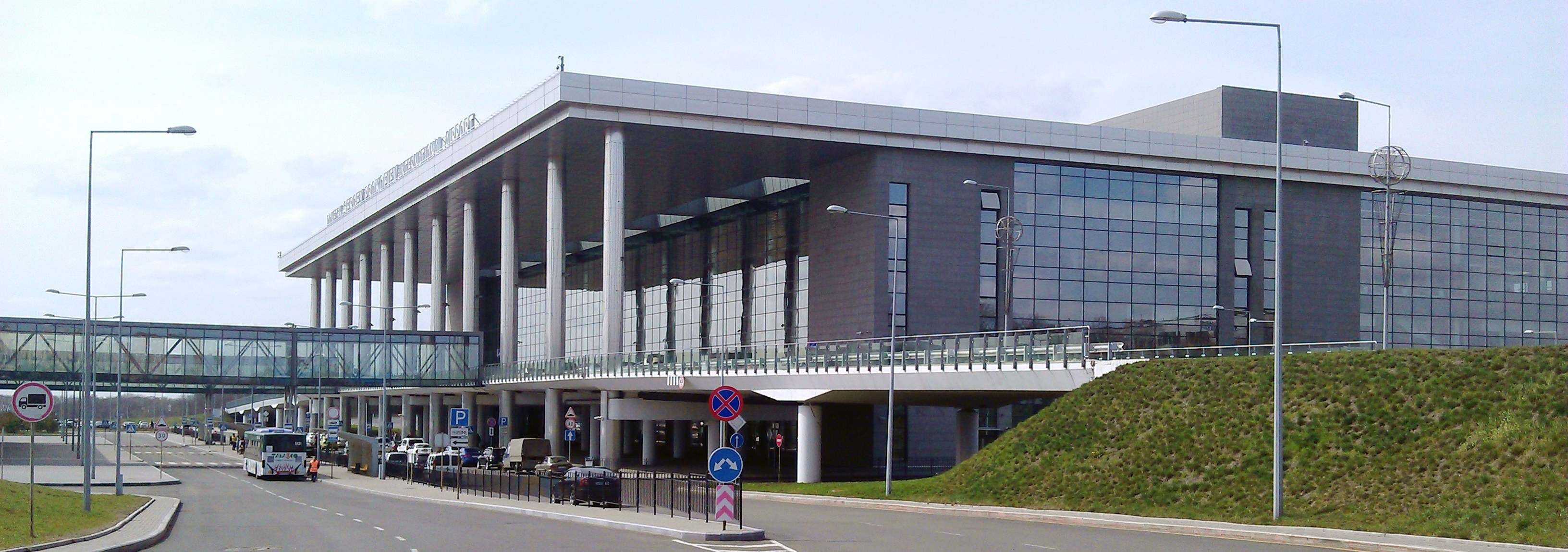
Новый терминал аэропорта в апреле 2014 года

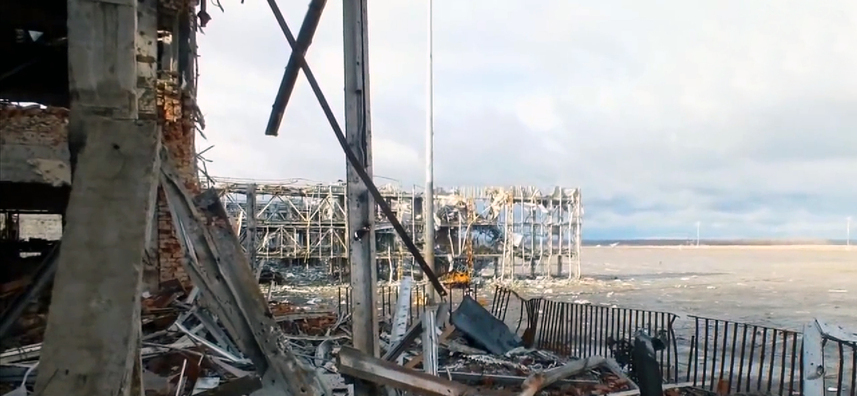
Руины аэропорта в декабре 2014 года

В соответствии с программой подготовки Донецка к Евро-2012 в 2011 году украинской строительной компанией «Альтком» начато строительство нового аэровокзала.
26 июля 2011 года вице-премьер Украины — министр инфраструктуры Борис Колесников в торжественной обстановке открыл новую взлётно-посадочную полосу аэропорта (длиной 4000 м, шириной 75 м), уже через два дня она стала принимать регулярные и чартерные авиарейсы. По проекту новый аэропорт должен был обслуживать до пяти миллионов пассажиров в год, что сделало бы его вторым по загруженности на Украине, а новая полоса должна была позволить аэропорту принимать любые типы современных самолётов (включая самый большой самолёт в мире Ан-225 «Мрія» («Мечта»). Вокруг аэропорта планировалось построить сверхсовременный выставочный центр, мультимедиацентр и бизнес-город.
14 мая 2012 года в аэропорту Донецк был открыт новый семиэтажный терминал с пропускной способностью 3100 пассажиров в час.
24 декабря 2012 года был запущен новый сайт аэропорта.
Реконструкция обошлась в 6,97 млрд гривен (875 млн долларов), превысив первоначальную смету в 3,5 раза.

## Аэропорт во время российско-украинской войны

### Во время боёв 2014—2015 годов
26 мая 2014 года, в связи с попыткой захвата аэропорта формированиями самопровозглашённой ДНР, работа аэропорта была приостановлена. 3 июня 2014 года Государственная авиационная служба Украины отозвала сертификат эксплуатанта аэропорта.
Во время войны на Донбассе в 2014—2015 годах здания и сооружения аэропорта, в которых находились украинские военные, были практически полностью разрушены.

### После 2022 года
В 2025 году, по данным Института изучения войны (ISW), российская армия планирует использовать Донецкий аэропорт для запуска «шахедов».

## Авиапроисшествия и катастрофы
- 24 февраля 1968 года при взлёте произошла авария Ил-18[16].
- 29 августа 1993 года при посадке потерпел аварию Ан-26, 5 членов экипажа были ранены[17].
- 13 февраля 2013 года при посадке в аэропорту Донецк потерпел катастрофу пассажирский Ан-24, выполнявший чартерный рейс из Одессы с одесскими чиновниками и бизнесменами, которые летели на футбольный матч между «Шахтёром» и «Боруссией». Погибли 5 человек, 12 травмировано.